# 우주 무기
우주 무기(Space weapon)는 우주 전쟁에 사용되는 무기이다. 여기에는 궤도에 있는 우주 시스템을 공격할 수 있는 무기(예: 대위성 무기), 우주에서 지구상의 목표물을 공격하거나 우주를 통과하는 미사일을 무력화시킬 수 있는 무기가 포함된다. 우주 군사화 과정에서 이러한 무기는 주로 냉전 기간 동안 경쟁하는 초강대국에 의해 개발되었으며 일부는 오늘날에도 개발 중에 있다. 우주 무기는 군사 과학 소설과 SF 비디오 게임의 중심 주제이기도 하다.

## 우주 대 우주 무기
소련의 알마즈(Almaz) 비밀 군사 우주정거장 프로그램에는 적대 세력의 요격이나 탑승을 방지하기 위해 고정식 23mm 기관포가 장착되었다. 이것은 우주에서 발사된 최초이자 지금까지 유일한 무기였다.
소련의 무인 폴리우스 무기 플랫폼은 메가와트 이산화 탄소 레이저와 자기 방어용 대포를 장착하도록 설계되었다.

## 지구 대 우주 무기
주로 지대우주 및 공대우주 미사일인 위성공격무기는 미국, 소련/러시아, 인도 및 중국에서 개발되었다. 궤도 위성을 파괴하는 것과 관련된 최근 중국과 미국의 테스트 프로그램의 일환으로 여러 번의 테스트 발사가 수행되었다. 일반적으로 폭발성 및 운동성 살상 시스템의 사용은 우주 잔해 문제로 인해 상대적으로 낮은 고도로 제한되어 궤도 발사 시 잔해가 남지 않도록 한다.

## 우주 대 지구 무기

### 궤도 무기
궤도 무기는 행성이나 달과 같은 큰 물체 주위를 궤도에 있는 모든 무기이다. 2022년 12월 기준 작동 가능한 궤도 무기 시스템은 알려져 있지 않지만, 몇몇 국가에서는 다른 국가나 군대를 관찰하기 위해 궤도 감시 네트워크를 배치했다. 여러 궤도 무기 시스템은 냉전 기간 동안 미국과 소련에 의해 설계되었다. 제2차 세계 대전 중에 나치 독일은 태양 광선을 집중시키고 무기화하는 데 사용되는 궤도 거울인 태양총(Sun gun)이라는 궤도 무기에 대한 계획도 개발 중이었다.
궤도 무기 개발은 우주 조약과 SALT II 조약이 발효된 이후 대부분 중단되었다. 이 협정은 대량살상무기가 우주에 배치되는 것을 금지한다. 이러한 조약을 위반하지 않는 다른 무기, 특히 운동 폭격을 사용하는 무기가 존재하기 때문에 일부 민간 단체와 정부 관료는 우주 공간에 무기 배치를 금지하는 우주 보존 조약을 제안했다.

### 궤도 폭격
궤도 폭격(Orbital Bombardment)은 항공기나 궤도 너머의 플랫폼이 아닌, 물체 주위의 궤도에서 행성, 달 또는 기타 천체의 목표물을 공격하는 행위이다. 이는 운동 폭격(Kinetic Bombardment) 및 핵 전달 시스템을 포함한 여러 무기 시스템 개념에 대한 공격 수단으로 제안되었다.
냉전 기간 동안 소련은 1968년부터 1983년까지 부분 궤도 폭격 시스템(Fractional Orbital Bombardment System)을 배치했다. 이 시스템을 사용하면 핵탄두를 낮은 지구 궤도에 배치할 수 있었고 나중에 궤도를 벗어나 지구 표면의 어느 위치든 타격할 수 있었다. 소련이 시스템의 작동 버전을 배치하는 동안 우주 조약에 따라 실제 탄두를 우주에 배치하는 것이 금지되었다. 부분 궤도 폭격 시스템은 1979년 SALT II 조약에 따라 1983년 1월 단계적으로 폐지되었으며, 이는 특히 부분 궤도에 대량 살상 무기를 배치할 수 있는 시스템의 배치를 금지했다.
재래식 탄두를 갖춘 궤도 폭격 시스템은 SALT II 조건에 따라 허용된다. 제안된 시스템 중 일부는 폭발물이 아닌 궤도에서 떨어진 대형 텅스텐 카바이드/우라늄 서멧 막대에 의존하고 운동 에너지에 의존하지만 질량으로 인해 궤도로 운반하기가 엄청나게 어렵다.
2020년 기준 역사상 유일하게 실제 궤도 폭격이 과학적 목적으로 실행되었다. 2019년 4월 5일 일본의 하야부사2 로봇 우주 탐사선은 폭발로 인해 방출된 잔해를 수집하기 위해 "임팩터"라는 폭발 장치를 우주에서 소행성 162173 류구 표면으로 방출했다. 임무는 성공적이었고 하야부사2는 귀중한 천체 샘플을 회수하여 지구로 가져왔다.

## 같이 보기
- 레이저 무기